# Zádor (Ungheria)
Zador è un comune dell'Ungheria di 372 abitanti (dati 2008) situato nella contea di Baranya, regione Transdanubio Meridionale